# Gabriel (namn)

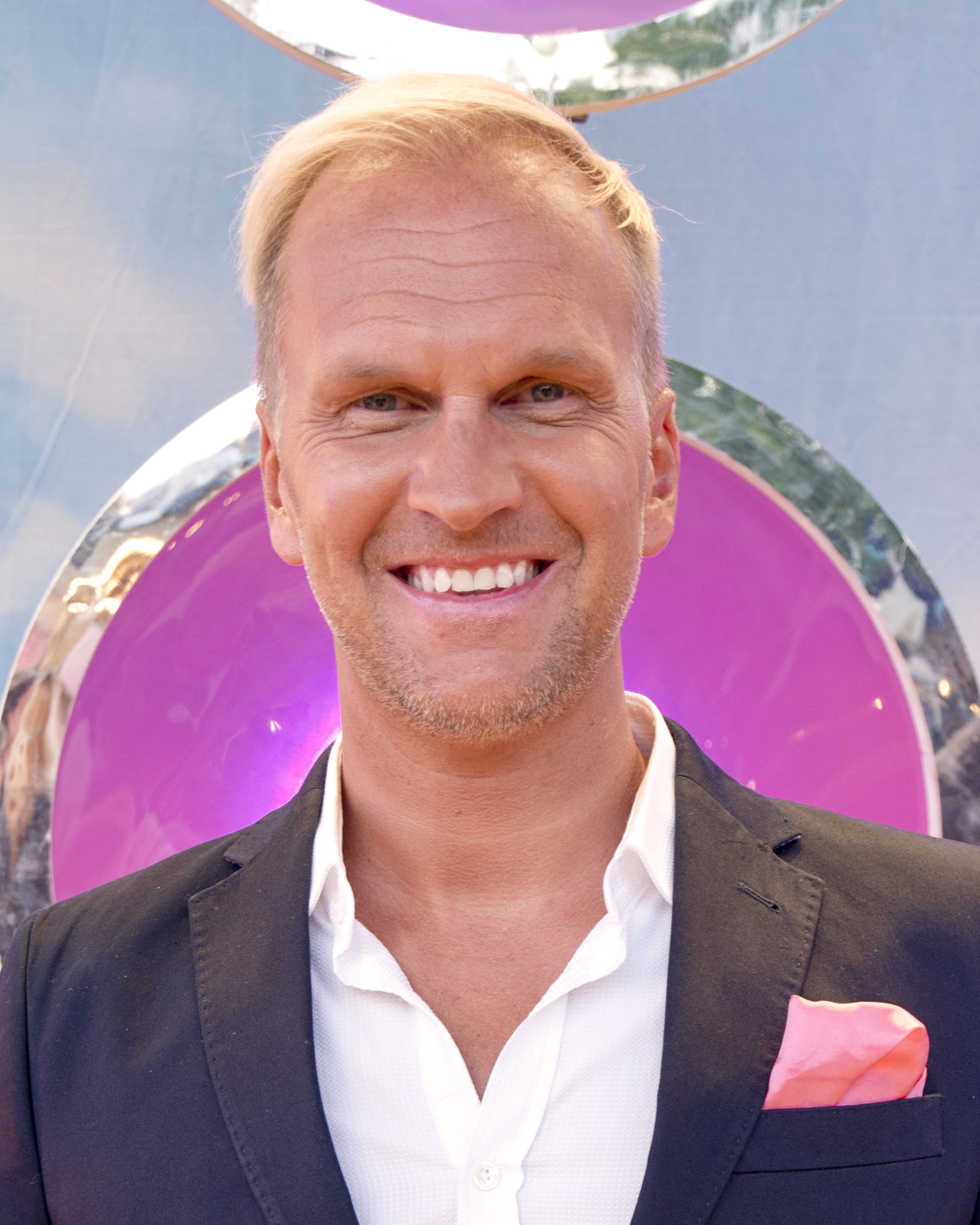
Gabriel Forss, 2014.

Mansnamnet Gabriel är ett hebreiskt namn med betydelsen Guds kämpe eller den som kämpar för Gud. I nya testamentet är Gabriel namnet på en av ärkeänglarna.
Gabriels popularitet började öka på 1980-talet och på 1990-talet blev det ett modenamn. De senaste åren har Gabriel varit ett av de 60 vanligaste tilltalsnamnen. 31 december 2005 fanns det totalt 10893 personer i Sverige med namnet, varav 5923 med det som tilltalsnamn. År 2003 fick 596 pojkar namnet, varav 365 fick det som tilltalsnamn.
Djibril/Jibril/Jabril är en arabisk form. Kaapro är en finsk form. Gabriella och Gabrielle är kvinnliga former av namnet.
Namnsdag: 24 mars i Sverige. I den finlandssvenska namnsdagslängden har Gabriel namnsdag 24 mars sedan starten 1929, då en egen namnsdagskalender togs i bruk för finlandssvenskar.

## Personer med namnet Gabriel
- Magnus Gabriel De la Gardie, riksmarskalk, riksråd
- Gabriel Bengtsson (Oxenstierna), riksskattmästare
- Gabriel Gustafsson Oxenstierna, riksråd
- Prins Gabriel, svensk prins, 2017−
- Gabriel av Belgien, belgisk prins, 2003−

- Gabriel Batistuta, argentinsk fotbollsspelare
- Gabriel Byrne, irländsk skådespelare
- Gabriele D'Annunzio, italiensk författare
- Gabriel Delgado-López, sångare i det tyska bandet D.A.F.
- Gabriel Forss, sångare och körledare
- Gabriel García Márquez, colombiansk författare, nobelpristagare
- Gabriel Gonzaga, brasiliansk MMA-utövare
- Gabriel Heinze, argentinsk fotbollsspelare
- Gabriel Jönsson, poet (bl.a. Flicka från Backafall)
- Gabriel Landeskog, svensk ishockeyspelare
- Gabriel Lippmann, fransk fysiker, mottagare av Nobelpriset i fysik 1908
- Gabriel Marcel, fransk filosof
- Gabriel Odenhammar, skådespelare
- Gabriele Possenti, italienskt helgon
- Gavrilo Princip, bosnisk attentator
- Gabriel Romanus, riksdagsledamot (L), statsråd, VD för Systembolaget
- Johan Gabriel Oxenstierna (idrottare), modern femkampare, OS-guld 1932
- Dante Gabriel Rossetti, brittisk målare och poet
- Gabriel de Paulo Limeira, brasiliansk fotbollsspelare
- Gabriel Vasconcellos Ferreira, brasiliansk fotbollsmålvakt
- Peter Gabriel, brittisk rockmusiker
- Sigmar Gabriel, tysk politiker, utrikesminister 2017-2018

## Personer med namnet Djibril
- Ärkeängeln Gabriel inom islam
- Djibril Cissé